# Montero Glez
Roberto Montero González, más conocido como Montero Glez (Madrid, 1965), es un escritor español.
En su obra se enlaza con la tradición del esperpento de Valle Inclán y el realismo sucio de Charles Bukowski.

## Obra
- Al sur de tu cintura (1995), novela
- Vivir de milagro (1998), artículos
- Sed de champán (1999), novela
- Cuando la noche obliga (2003), novela
- Manteca colorá (2005), novela
- Diario de un hincha: el fútbol es así (2006), artículos
- Zapatitos de cemento (2006), relatos
- Besos de fogueo (2007), relatos
- El verano: lo crudo y lo podrido (2008), artículos
- Pólvora negra (2008), novela
- A ras de "yerba", apuntes futboleros (2009), artículos
- Pistola y cuchillo (2010), biografía novelada de Camarón
- Polvo en los labios (2012),[2] relatos
- Huella jonda del héroe (2012), cuaderno de viaje
- Talco y bronce (2015), novela
- El almanaque incendiario (2015), relatos
- El carmín y la sangre (2016), novela
- Al cajón: crónica de un mitin (2016), reportaje
- Carne de sirena (2022), novela
- La vida secreta de Roberto Bolaños (2024), relatos

## Premios y reconocimientos
- Premio Azorín de Novela 2008, con su obra Pólvora negra.[3]
- Premio Llanes de viajes de literatura 2012, con su obra Huella jonda del héroe.[4]
- Premio Logroño de Novela 2014, con su obra Talco y bronce.[5]
- Premio Ateneo de Sevilla, 2016, por su novela El carmín y la sangre.